# Вионица (Ивањица)
Вионица је насеље у Србији у општини Ивањица у Моравичком округу. Према попису из 2022. било је 163 становника (према попису из 1991. било је 337 становника).

## Демографија
У насељу Вионица живи 244 пунолетна становника, а просечна старост становништва износи 46,3 година (44,5 код мушкараца и 48,3 код жена). У насељу има 88 домаћинстава, а просечан број чланова по домаћинству је 3,17.
Ово насеље је великим делом насељено Србима (према попису из 2002. године), а у последња три пописа, примећен је пад у броју становника.
|  |

| Демографија | Демографија | Демографија |
| Година      | Становника  | Становника  |
| ----------- | ----------- | ----------- |
| 1948.       | 523         |             |
| 1953.       | 581         |             |
| 1961.       | 646         |             |
| 1971.       | 567         |             |
| 1981.       | 463         |             |
| 1991.       | 337         | 337         |
| 2002.       | 279         | 283         |
| 2011.       | 204         |             |

| Етнички састав према попису из 2002.‍ | Етнички састав према попису из 2002.‍ | Етнички састав према попису из 2002.‍ | Етнички састав према попису из 2002.‍ | Етнички састав према попису из 2002.‍ |
| ------------------------------------ | ------------------------------------ | ------------------------------------ | ------------------------------------ | ------------------------------------ |
|                                      |                                      |                                      |                                      |                                      |
| Срби                                 | Срби                                 |                                      | 278                                  | 99,64%                               |
| непознато                            | непознато                            |                                      | 1                                    | 0,35%                                |

| Година пописа     | 1948. | 1953. | 1961. | 1971. | 1981. | 1991. | 2002. |
| ----------------- | ----- | ----- | ----- | ----- | ----- | ----- | ----- |
| Број домаћинстава | 99    | 107   | 116   | 104   | 107   | 93    | 88    |

| Број чланова      | 1  | 2  | 3  | 4  | 5 | 6 | 7 | 8 | 9 | 10 и више | Просек |
| ----------------- | -- | -- | -- | -- | - | - | - | - | - | --------- | ------ |
| Број домаћинстава | 18 | 19 | 20 | 12 | 6 | 8 | 3 | 2 | 0 | 0         | 3,17   |

| Пол    | Укупно | Неожењен/Неудата | Ожењен/Удата | Удовац/Удовица | Разведен/Разведена | Непознато |
| ------ | ------ | ---------------- | ------------ | -------------- | ------------------ | --------- |
| Мушки  | 133    | 45               | 76           | 10             | 2                  | 0         |
| Женски | 117    | 14               | 75           | 27             | 1                  | 0         |
| УКУПНО | 250    | 59               | 151          | 37             | 3                  | 0         |

| Пол    | Укупно                    | Пољопривреда, лов и шумарство | Рибарство                            | Вађење руде и камена | Прерађивачка индустрија       |
| ------ | ------------------------- | ----------------------------- | ------------------------------------ | -------------------- | ----------------------------- |
| Мушки  | 113                       | 97                            | 0                                    | 0                    | 5                             |
| Женски | 80                        | 69                            | 0                                    | 0                    | 10                            |
| УКУПНО | 193                       | 166                           | 0                                    | 0                    | 15                            |
| Пол    | Производња и снабдевање   | Грађевинарство                | Трговина                             | Хотели и ресторани   | Саобраћај, складиштење и везе |
| Мушки  | 0                         | 1                             | 0                                    | 0                    | 3                             |
| Женски | 0                         | 0                             | 1                                    | 0                    | 0                             |
| УКУПНО | 0                         | 1                             | 1                                    | 0                    | 3                             |
| Пол    | Финансијско посредовање   | Некретнине                    | Државна управа и одбрана             | Образовање           | Здравствени и социјални рад   |
| Мушки  | 0                         | 0                             | 3                                    | 2                    | 1                             |
| Женски | 0                         | 0                             | 0                                    | 0                    | 0                             |
| УКУПНО | 0                         | 0                             | 3                                    | 2                    | 1                             |
| Пол    | Остале услужне активности | Приватна домаћинства          | Екстериторијалне организације и тела | Непознато            | Непознато                     |
| Мушки  | 0                         | 0                             | 0                                    | 1                    | 1                             |
| Женски | 0                         | 0                             | 0                                    | 0                    | 0                             |
| УКУПНО | 0                         | 0                             | 0                                    | 1                    | 1                             |